# Zygaeninae
Zygaeninae là một phân họ bướm đêm của họ Zygaenidae.

## Hình ảnh

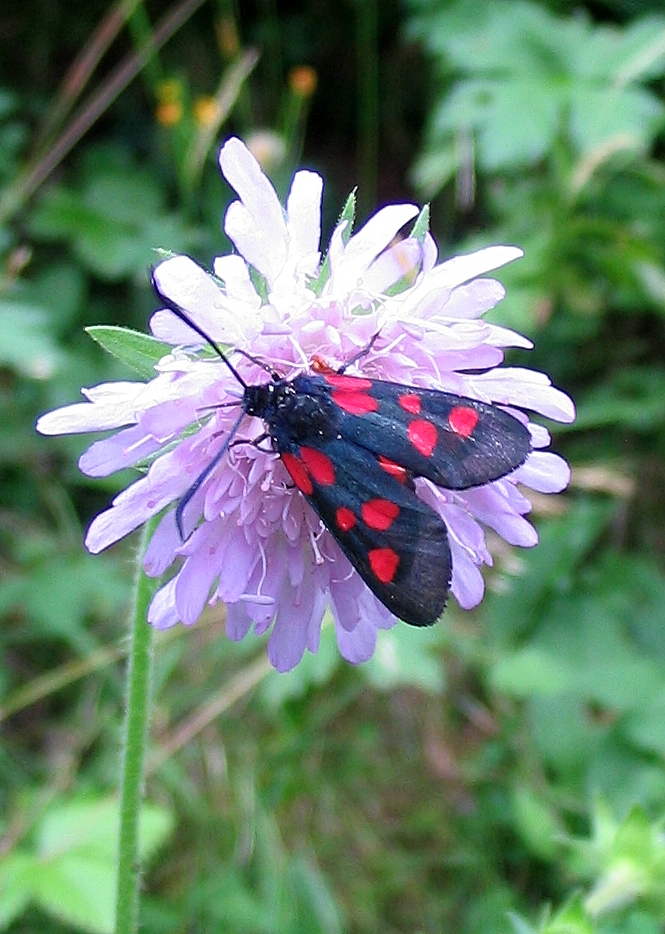
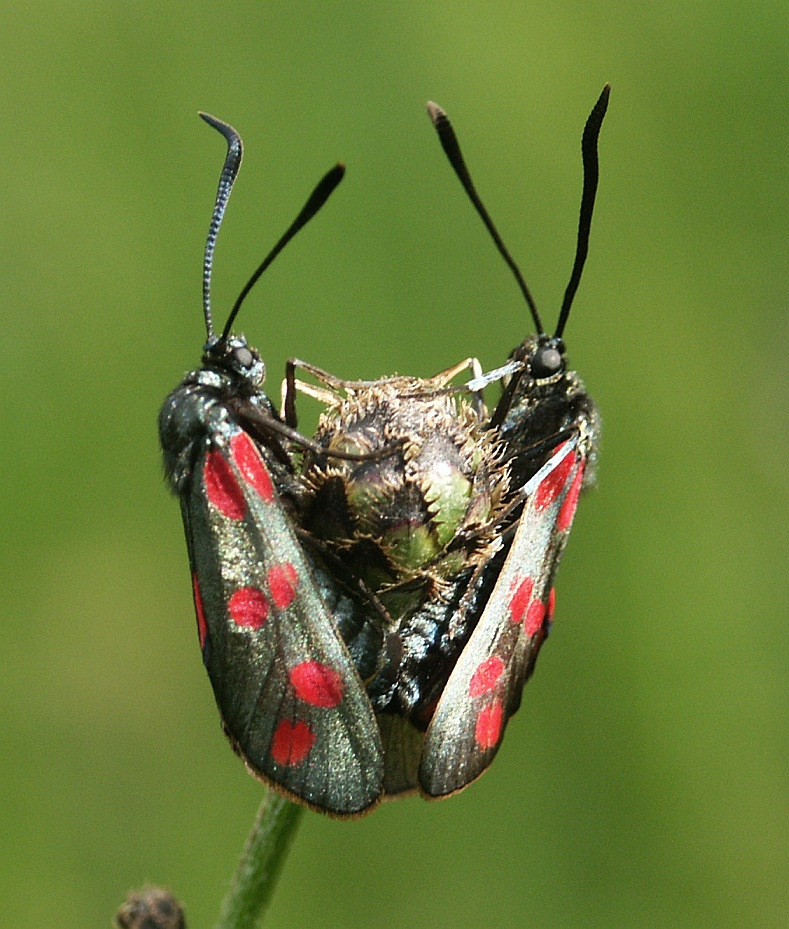
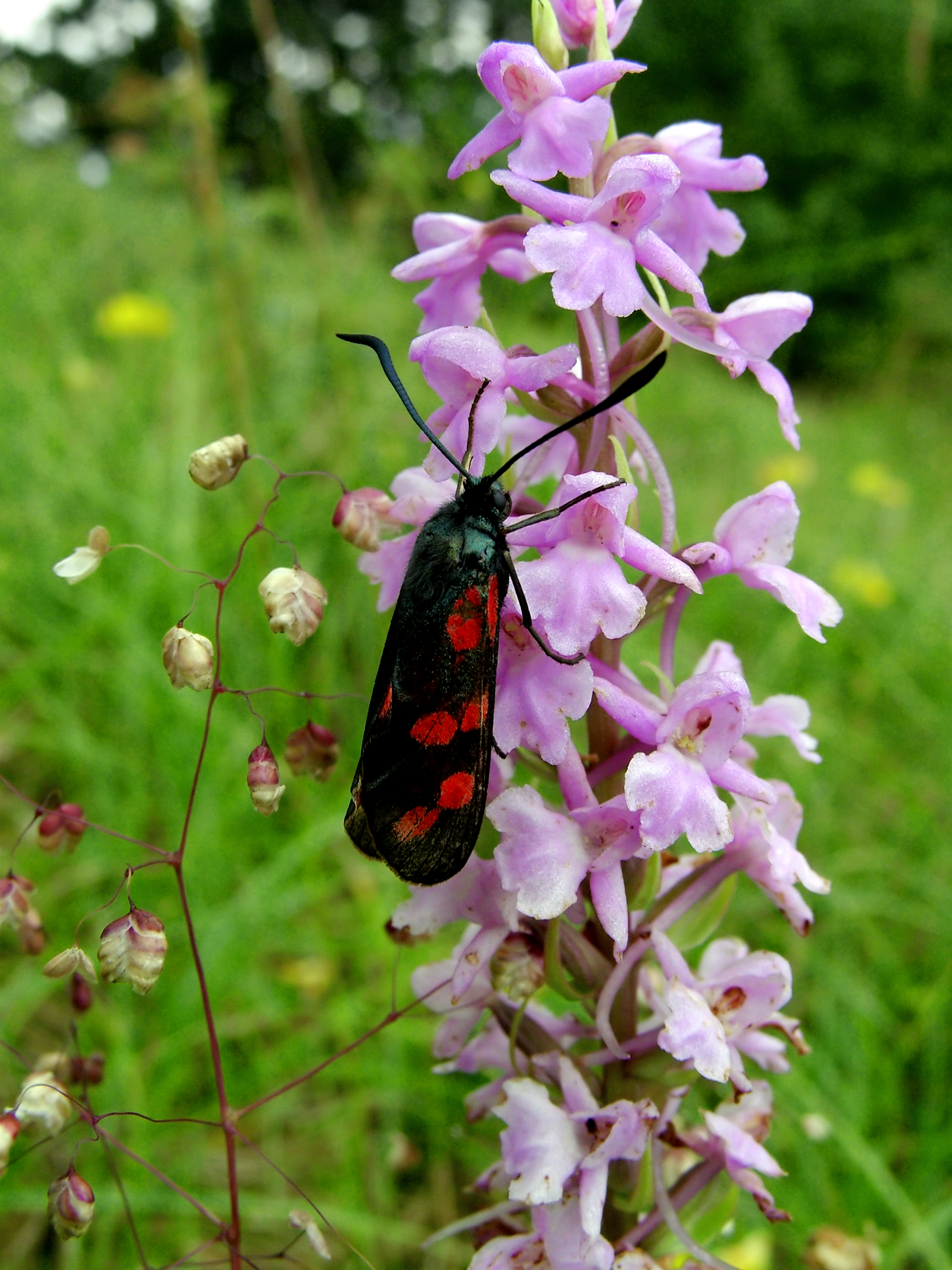
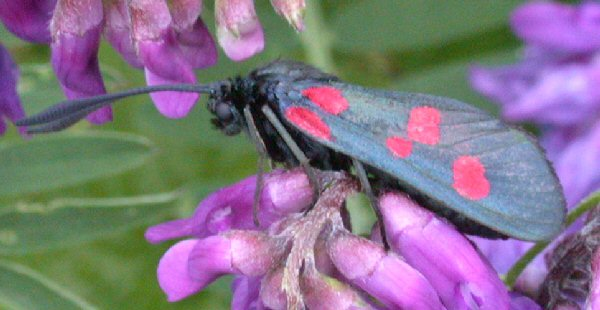

## Chi
- Zygaena Fabricius, 1775
- Reissita Tremewan, 1959